# Мортимер, Эдмунд, 5-й граф Марч
Эдмунд Мортимер (англ. Edmund Mortimer; 6 ноября 1391 — 18 января 1425) — 5-й граф Марч, 7-й граф Ольстер, 7-й барон Мортимер из Вигмора, 6-й барон Женевиль и 15-й барон Клер с 1398 года, лорд-лейтенант (наместник) Ирландии с 1423 года, потенциальный претендент на английский трон, старший сын Роджера Мортимера, 4-го графа Марча, и Алиеноры Холланд, последний представитель дома Мортимеров.
В момент смерти отца Эдмунд был ещё мал. После свержения короля Ричарда II новый король, Генрих IV, опасаясь его претензий на престол, содержал Эдмунда под охраной в Виндзорском замке. После смерти Генриха IV его сын, Генрих V, освободил Эдмунда, который с этого момента хранил верность короне. Находясь в стеснённом финансовом положении, Эдмунд был вынужден участвовать в возобновившейся Столетней войне, однако своё финансовое положение поправить не смог.
После смерти Генриха V Эдмунд вошёл в регентский совет при малолетнем короле Генрихе VI и был назначен наместником Ирландии. Через несколько лет он умер в Ирландии, не оставив наследников. Его владения и титулы в 1432 году унаследовал племянник — герцог Ричард Йоркский, унаследовавший и претензии Мортимеров на английский престол, которые в будущем стали одним из поводов для начала Войны Алой и Белой розы.

## Биография

### Детство
Эдмунд происходил из знатного рода Мортимеров и был близким родственником английских королей. Его отец, Роджер Мортимер, 4-й граф Марч, был по матери внуком Лайонела, герцога Кларенса, третьего сына короля Англии Эдуарда III. Мать Эдмунда, Алиенора Холланд, была внучкой Джоанны Кентской, матери короля Ричарда II.
Эдмунд родился 6 ноября 1391 года в Нью Форесте (Хэмпшир). В 1398 году его отец, Роджер Мортимер, погиб в Ирландии. Поскольку Эдмунду в это время было всего 6 лет, богатые владения Мортимеров в Англии, Уэльсе, Валлийской марке и Ирландии, унаследованные им, оказались под опекой короля Ричарда II.
Летом 1399 года, воспользовавшись отсутствием короля Ричарда II, который отправился в поход в Ирландию, где восстало население, в Англию вторгся Генрих Болингброк, ранее лишённый королём владений и титулов и изгнанный из страны. В августе король попал в плен к Болингброку. Если изначально Болингброк желал вернуть себе незаконно отобранное, то теперь он изменил свои намерения. Он понимал, что, получив свободу, Ричард начнёт мстить, а доверия к королю у него не было никакого. К тому же, по мнению Болингброка, Англия нуждалась в другом короле. Поскольку у Ричарда не было детей, то ближайшим наследником был Эдмунд Мортимер, но ему было всего 8 лет. Генрих Болингброк был старше и опытнее, а восторженная встреча, которую ему оказывало население страны, убедила его в том, что англичане его примут в качестве короля. Хотя права Болингброка на престол были не бесспорными: его отец, Джон Гонт, был четвёртым сыном Эдуарда III, а Лайонел, герцог Кларенс, правнуком которого был Эдмунд, был третьим сыном, благодаря чему права Мортимера на престол были предпочтительными. Болингброк мог обосновать свои права только происхождением по мужской линии, а не по женской, как Эдмунд.
29 сентября Ричард в присутствии множества свидетелей подписал акт об отречении от престола, после чего положил корону на землю, отдавая её таким образом Богу. 30 сентября в Вестминстере собрался парламент, созванный по подписанному Ричардом II по указанию Болингброка предписанию. По идее Генриха это был не парламент, а ассамблея, созванная как парламент. В отличие от парламента, на ассамблее присутствия короля не требовалось. Ассамблея признала отречение Ричарда, после чего Генрих Болингброк был провозглашён королём, несмотря на протесты епископа Карлайла. 13 октября Болингброк был коронован под именем Генриха IV.
Однако Генрих IV понимал, что Эдмунд и его младший брат Роджер имели неоспоримые права на английский престол, поэтому он поместил их под неусыпный контроль в Виндзорском замке. Сёстры Эдмунда остались на попечении матери, которая в том же 1399 году вышла замуж вторично. Владения Мортимеров были переданы под управление рода Перси. При этом заточение не было строгим.

### Под опекой Генриха IV
В 1402 году в Уэльсе вспыхнуло восстание, которое возглавил Оуайн Глиндур (Глендауэр). Король Генрих IV перед тем, как организовать военный поход в Уэльс, предусмотрительно перевёл Эдмунда и Роджера на некоторое время в замок Беркхамстед на попечение ланкастерского рыцаря Хью Уотертона. Английская армия, которой командовал сэр Эдмунд Мортимер, дядя юного графа Марча, в июне была разбита Глендауэром, а сам Эдмунд Мортимер попал в плен. После того как Генрих IV, подозревая Мортимера в отсутствии лояльности королю, отказался его выкупить, тот решил договориться с Глиндуром. Он объявил, что наследником Ричарда II является граф Марч. Позже Мортимер женился на дочери Глиндура. Имя Мортимеров обеспечило восстанию широкую поддержку в Уэльсе, а в 1403 году к восстанию присоединился и Генри Хотспур, наследник графа Нортумберленда, женатый на сестре Мортимера. Хотя Генриху IV удалось разбить Хотспура, но Глиндур и Мортимер продолжали оставаться серьёзной силой.
В феврале 1405 года Эдмунд Мортимер организовал попытку похитить племянников Эдмунда и Роджера из Виндзорского замка. Реализовать похищение пыталась вдова Томаса Диспенсера — Констанс. Её поддерживал брат, герцог Эдуард Йоркский. Констанс удалось вывести мальчиков, но их настигли сторонники короля около Челтнема. Констанс и Эдуард Йоркский были арестованы, а Эдмунд и Роджер возвращены Виндзор. В 1406 году мальчиков решили перевести в более безопасное место — замок Певенси.
Когда Эдмунд повзрослел, положение Генриха IV на троне было уже достаточно прочным. 24 февраля 1408 года королеве Джоанне было предоставлено право выбрать Эдмунду невесту — при условии, что брак будет заключён только при разрешении короля. Через год граф Марч и его брат были помещены под опеку принца Генриха Монмутского (будущего короля Генриха V). Роджер, судя по всему, скоро умер. Мать Эдмунда умерла в 1405 году, его старшая сестра Анна была в 1406 году выдана замуж за Ричарда Конисбурга, второго сына герцога Йоркского, другая сестра позже была выдана за Эдварда де Куртене, сына графа Девона.

### Служба Генриху V
Генрих IV умер в 1413 году. Новый король, Генрих V, решил, что Эдмунд не представляет для него опасности и освободил его. Накануне коронации, 9 апреля 1413 года, Эдмунд был посвящён Генрихом V в рыцари. На заседании парламента в июне Эдмунду было разрешено пользоваться своими титулами и владениями. Однако подозрения, что граф Марч может предъявить права на престол, остались. 18 ноября 1413 граф Марч заплатил залог в 10 000 королю, чтобы гарантировать свою лояльность.
За время малолетства графа Марча его состояние значительно уменьшилось. В 1401 году граф Оркнейский напал на Ольстер. Валлийские владения были опустошены в 1403 году во время восстания Глиндура. Всё это привело к будущим серьёзным финансовым проблемам Эдмунда.
В феврале 1415 года было получено папское разрешение на брак между Эдмундом и Анной Стаффорд, дочерью графа Эдмунда Стаффорда. Поскольку он женился без разрешения короля, ему пришлось заплатить штраф в 10 000 марок, что ещё больше увеличило его долги.
В июле 1415 года Генрих V принимал участие в подготовке экспедиции во Францию. В это же время против него организован заговор. Его организовали Ричард, граф Кембридж, муж Анны, умершей к тому моменту сестры графа Марча; сэр Томас Грей из Хитона, кузен покойного Генри Хотспура и родственник второй жены графа Кембриджа; Генри Ле Скруп, один из доверенных советников короля, дядю которого в своё время казнил Генрих IV. Заговорщики планировали 1 августа в Саутгемптоне организовать убийство Генриха V и его братьев, после чего возвести на престол графа Марча. 21 июля они посвятили в этот план самого Эдмунда. Он 10 дней колебался, а 31 июля прибыл в замок Портчестер и сдал заговорщиков королю. Точные причины такого поведения неясны. Причиной этого могли послужить или трусость, или дружеские чувства, которые Эдмунд питал к Генриху после того, как тот его опекал. Генрих V немедленно вызвал к себе заговорщиков и обвинил их, после чего те не стали отпираться и во всём сознались. В итоге все трое были казнены. При этом король не знал, как поступить с самим Эдмундом. С одной стороны, он выдал заговорщиков, но при этом он был вовлечён в заговор и выдал сообщников не сразу. Но в итоге король решил простить графа Марча. Об этом было сообщено 9 августа.
Эдмунд, находящийся в очень стеснённых финансовых обстоятельствах, был вынужден принимать участие в походах Генриха V во Францию, надеясь поправить своё положение. В августе 1415 года он отправился в Нормандию, где участвовал в осаде Арфлёра, но заболел дизентерией и был вынужден вернуться в Англию. В 1416 году он в составе армии герцога Бедфорда участвовал в походе для освобождения Арфлёра, осаждённого французами. В 1417 году он участвовал в патрулировании флотом моря у берегов Франции. В июне 1418 года граф Марч был назначен лейтенантом Нормандии. Он захватил Котантен, Домфрон и Кан, потом присоединился к королевской армии для захвата Руана. Однако какой-то особой финансовой прибыли в этих экспедициях он не получил.
Когда Генрих V и его жена, Екатерина, отправились в феврале 1421 года в Англию, Эдмунд сопровождал их. Во время церемонии коронации Екатерины он нёс её скипетр. Потом он сопровождал короля во Францию, где принимал участие в осаде Мо. Во время осады Генрих V смертельно заболел и был вынужден вернуться в Англию.

### Последние годы

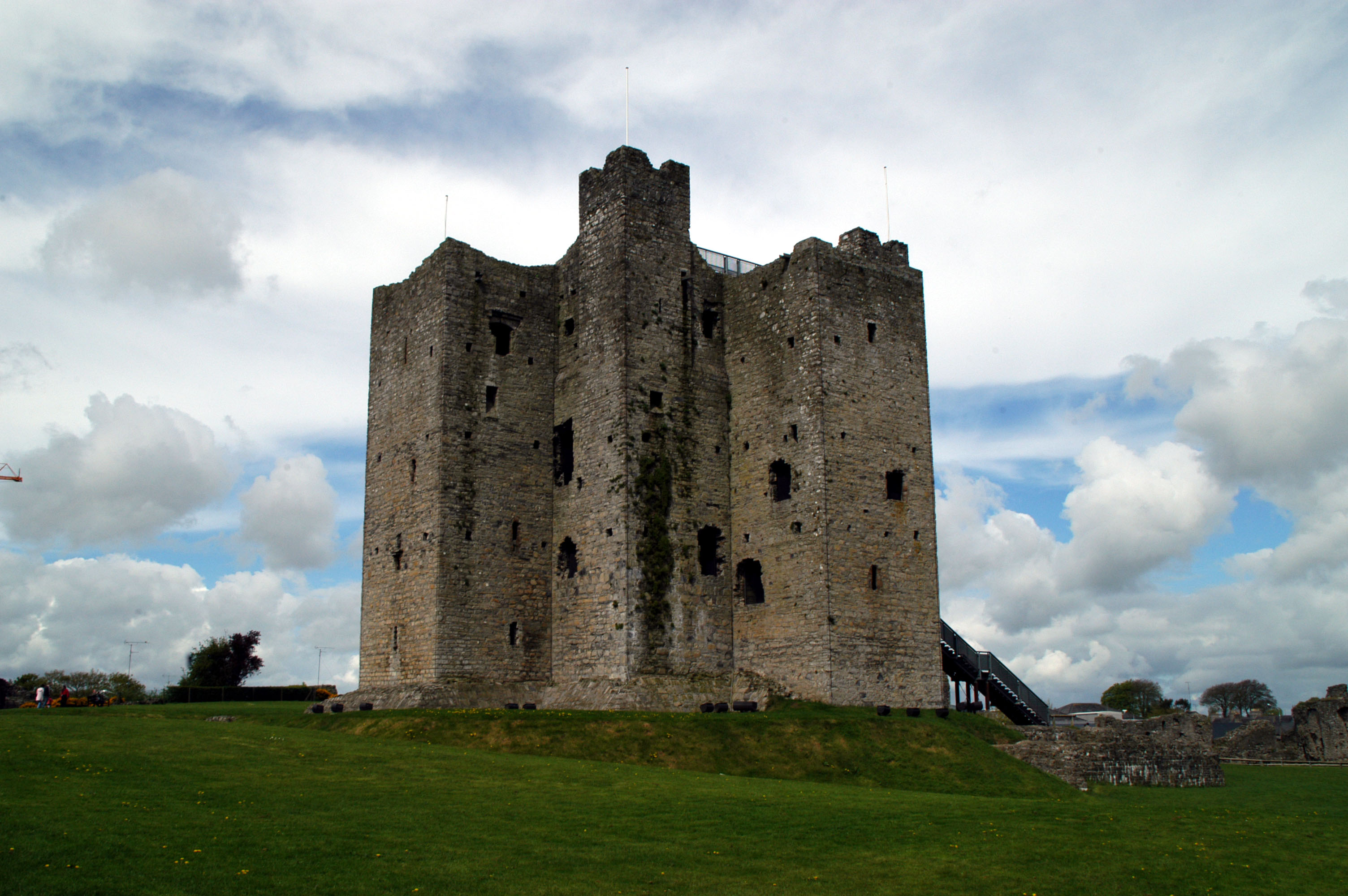
Замок Трим — место смерти последнего Мортимера

Генрих V умер 31 августа 1422 года. Его наследник, Генрих VI, был младенцем. После похорон Генриха V граф Марч в ноябре 1422 года был назначен одним из членов регентского совета из 18 человек, управлявшего Англией во время малолетства Генриха VI.
В марте 1423 года Эдмунд был назначен наместником Ирландии, однако сразу он туда не поехал, уступив пост Эдварду Дэнтси, епископу Мита. Однако у него возникли проблемы. Его близкий родственник Джон Мортимер (вероятно, незаконнорожденный сын Эдмунда Мортимера, 3-го графа Марч, деда 5-го графа Марч) был заподозрен в измене и в 1424 году казнён. Также граф Марч поссорился с герцогом Глостером, дядей Генриха VI. В итоге Эдмунд всё же осенью 1424 года отправился в Ирландию. Одной из его целей было восстановить контроль за своими ирландскими владениями. Но уже 18 января 1425 года он умер в замке Трим в графстве Мит — возможно, от чумы. Его тело доставили в Англию и похоронили в августинском мужском монастыре в Клере (Суффолк), которому покровительствовали его предки.
Детей у Эдмунда не было. Его единственным наследником был юный Ричард Йоркский, сын Анны, сестры Эдмунда, и казнённого в 1415 году графа Кембриджа. В 1432 году регентский совет признал за ним права на все титулы и владения Эдмунда Мортимера. Унаследованные им претензии Мортимеров на английский престол позже стали одним из поводов для начала Войны Алой и Белой розы.
В 1450 году объявился человек, называвший себя Джоном Мортимером, побочным сыном Эдмунда Мортимера. На этом основании он предъявил права на трон и поднял крестьянское восстание в Кенте. По наиболее распространённой версии этим самозванцем был ирландец Джек Кейд (Кэд). Восстание было подавлено, а самозванец убит.

## В культуре
В первой части исторической хроники Уильяма Шекспира «Король Генрих IV» существует персонаж «Эдмунд Мортимер, граф Марч». При этом, следуя за Холиншедом, Шекспир в образе «Эдмунда Мортимера, графа Марч» объединил двух лиц с именем Эдмунд Мортимер — Эдмунда Мортимера, участника восстания Глендауэра, дядю графа Марча, который сам этого титула никогда не носил, и Эдмунда Мортимера, 5-го графа Марч.
В исторической хронике Уильяма Шекспира «Генрих V» показан заговор в Саутгемптоне, в котором участвовал граф Марч, хотя сам Эдмунд там не показан. В первой же части исторической хроники «Генрих VI» Эдмунд показан дряхлым стариком, которого заключили в Тауэр, — его посещает Ричард Йоркский, и умирающий старик назначает его своим наследником. Здесь Шекспир, вероятно, опять спутал двух Эдмундов — граф Марч умер молодым в Ирландии, в Тауэре он заключён не был.

## Брак

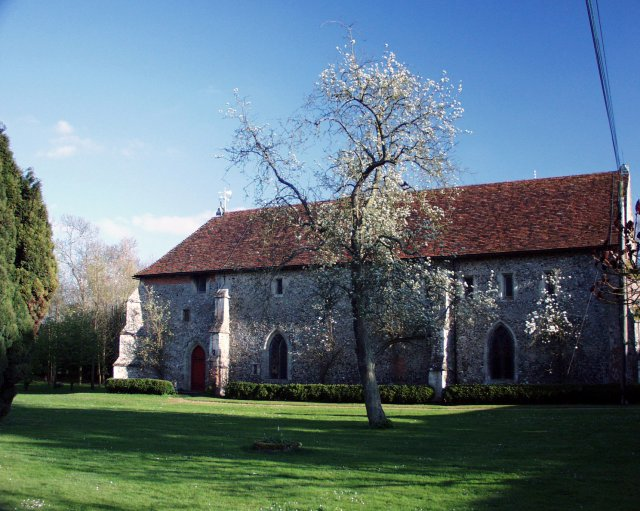
Руины аббатства Клер — места захоронения Эдмунда Мортимера

Жена: с ок. 1415 года Анна Стаффорд (ок. 1398/1401 — 24 сентября 1432), дочь Эдмунда Стаффорда, 5-го графа Стаффорда, и Анны Глостер. Детей не было.
После смерти мужа Анна вышла замуж вторично. Её супругом с ок. 24 октября 1429 года стал Джон Холланд (29 марта 1395 — 5 августа 1447), 2-й граф Хантингдон с 1416, 2-й герцог Эксетер с 1443, лорд-адмирал Англии с 1435 года.